# Patria Konstantinupoleos
Patria Konstantinupoleos (греч. Пάτρια Κωνσταντινουπόλεως), также известная под латинским названием Scriptores originum Constantinopolitarum («Писатели о происхождении Константинополя») — коллекция исторических работ об истории и памятниках византийской столицы Константинополь (современный Стамбул, Турция).
Ранее предполагалось, что автором патрии является писатель XIV века Георгий Кодин, но, по всей видимости, она была написана около 995 года в правление Василия II Болгаробойцы, а после этого доработана при Алексее I Комнине
Патрия содержит:
- Произведение писателя-язычника VI века Исихия Милетского об истории города Византия от его основания до времени, когда Константин I Великий переименовал его в Константинополь[4].
- «Παραστάσεις σύντομοι χρονικαί[греч.]», которые сосредоточены в основном на старинных скульптурах и памятниках города
- Часть без названия, датируемая приблизительно 995 годом[2].
- Анонимная «История строительства Айя-Софии», написанная между VI и X веком, но более вероятно, что в IX веке[2].
- Топографическое исследование, посвященное Алексею I Комнину[2].

С археологической точки зрения Патрия — неоценимый источник сведений о ранней истории Византии и различных памятников Константинополя. Однако этот труд должен быть исследован с большой осторожностью, так как в нём часто смешивают факты с беллетристикой и городскими легендами. С политической точки зрения, Патрия интересна своим изображением императоров, упоминания о которых практически отсутствуют и в значительной степени ограничены ролью так называемых «хронологических индикаторов».